# Tomba 994
Die Tomba 994 (Grab 994) ist ein ausgemaltes etruskisches Kammergrab mit Satteldach, das in die zweite Hälfte des fünften Jahrhunderts v. Chr. datiert. Das Grab wurde im Jahr 1833 entdeckt und befindet sich in der Monterozzi-Nekropole bei Tarquinia.
Die Malereien im Grab sind nur schlecht erhalten. Die Reste gehören zu einer Bankettszene und zu einer Tänzerin. Im Giebel sind Reste eines Zechers zu sehen. Inschriften belegen, dass das Grab der Varnie-Familie gehörte.